# Dmitri Jurjewitsch Tschistjakow
Dmitri Jurjewitsch Tschistjakow (russisch Дмитрий Юрьевич Чистяков; * 13. Januar 1994 in Pikaljowo) ist ein russischer Fußballspieler.

## Karriere

### Verein
Tschistjakow begann seine Karriere bei Zenit St. Petersburg. Im Januar 2012 wechselte er zum FK Rostow, ehe er zur Saison 2012/13 wieder zu Zenit zurückkehrte. Ab der Saison 2013/14 spielte er für die zweite Mannschaft von Zenit in der Perwenstwo PFL. Am Ende der Saison 2014/15 stieg er mit Zenit-2 in die Perwenstwo FNL auf. Sein Debüt in der zweithöchsten Spielklasse gab er im Juli 2015 gegen den FK Tosno.
Im August 2015 wurde Tschistjakow nach Armenien an den Erstligisten MIKA Aschtarak verliehen. Während der Leihe kam er zu 17 Einsätzen für MIKA in der Bardsragujn chumb. Nach dem Ende der Leihe kehrte er nicht nach St. Petersburg zurück, sondern wechselte zum Zweitligisten Schinnik Jaroslawl. In Jaroslawl absolvierte er in zwei Saisonen 65 Spiele in der zweithöchsten russischen Spielklasse. Im August 2018 schloss er sich dem Ligakonkurrenten FK Tambow an. Mit Tambow stieg er am Saisonende in die Premjer-Liga auf, in der Aufstiegssaison absolvierte er 26 Spiele und erzielte drei Tore.
Nach dem Aufstieg schloss er sich zur Saison 2019/20 dem Neo-Ligakonkurrenten FK Rostow an. Im Juli 2019 gab er gegen den FK Orenburg sein Debüt in der höchsten Spielklasse. Nach 24 Einsätzen für Rostow kehrte er im Oktober 2020 leihweise zu Zenit zurück. Bis zum Ende der Leihe kam er zu 14 Erstligaeinsätzen für Zenit, das zu Saisonende auch Meister wurde. Im Juni 2021 wurde Tschistjakow von den Petersburgern fest verpflichtet. In der Saison 2021/22 absolvierte er 27 Partien für Zenit. In der Saison 2022/23 absolvierte er 15 Spiele.
Nach fünf Einsätzen bis zur Winterpause 2023/24 wurde er im Januar 2024 an den Ligakonkurrenten FK Sotschi verliehen. Für Sotschi kam er bis Saisonende sechsmal im Oberhaus zum Einsatz, aus dem er mit dem Verein aber abstieg. Zur Saison 2024/25 kehrte er wieder nach Petersburg zurück.

### Nationalmannschaft
Tschistjakow absolvierte im April 2012 gegen Lettland sein erstes und einziges Spiel für die russische U-18-Auswahl. In jenem Spiel, das 2:2 endete, erzielte er auch sein erstes Tor in einem Nationaldress. Zwischen März und April 2013 kam er zu drei Einsätzen im U-19-Team.
Im Oktober 2019 stand er gegen Schottland erstmals im Kader der A-Nationalmannschaft. Für diese debütierte er im Oktober 2021, als er in der WM-Qualifikation gegen die Slowakei in Minute 63 für Alexander Jerochin eingewechselt wurde.